# Energía solar en Pakistán

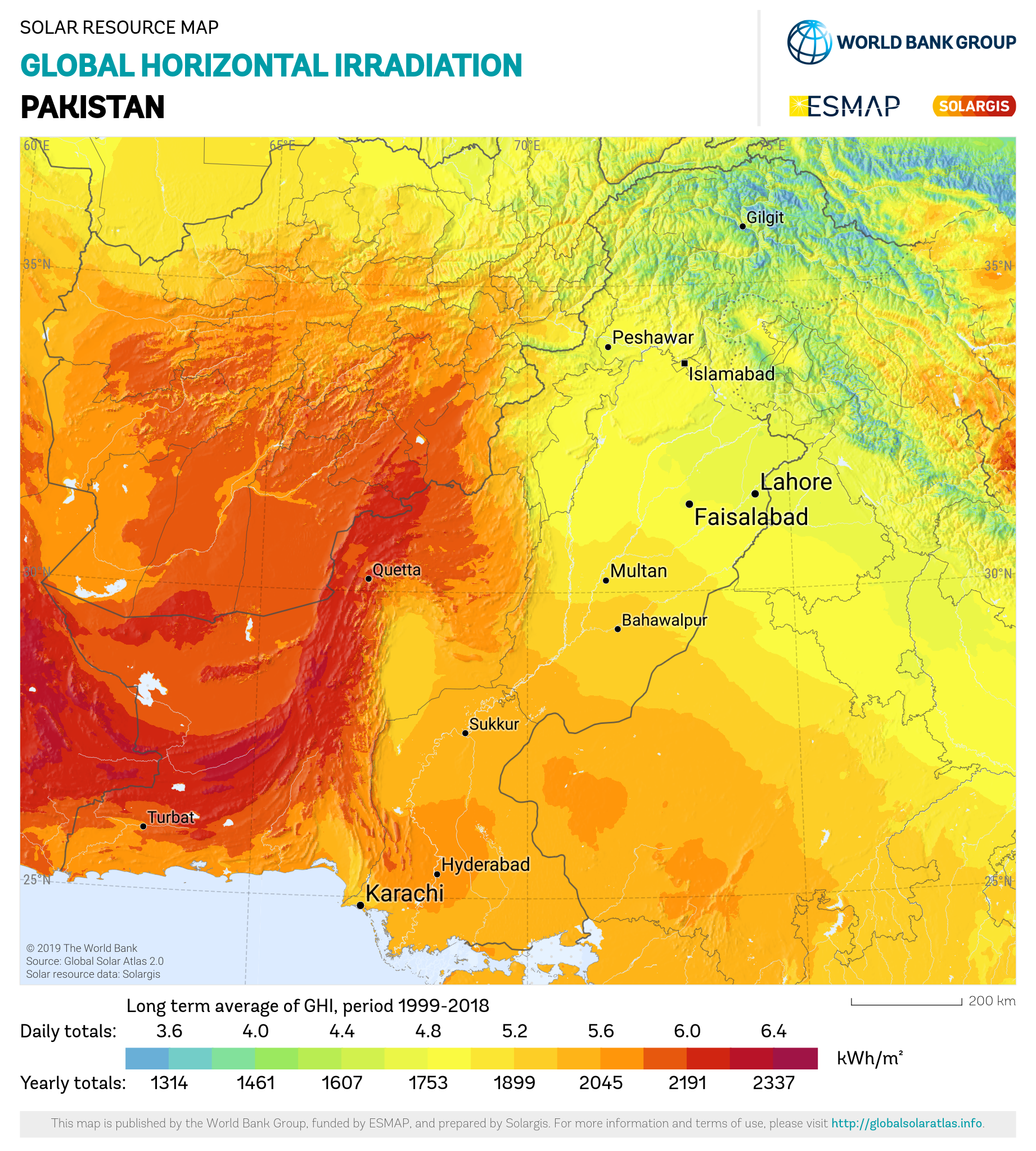
Potencial solar de Pakistán

Pakistán tiene algunos de los valores más altos de insolación en el mundo, con ocho a nueve horas de sol al día, condiciones climáticas ideales para la generación de energía solar. Sin embargo, el país ha tardado en adoptar la tecnología. 
El país tiene plantas solares en Cachemira pakistaní, Punyab, Sind y Baluchistán . Las iniciativas están siendo desarrolladas por la Agencia Internacional de Energía Renovable, la Agencia de Cooperación Internacional de Japón, las compañías chinas y las compañías de energía del sector privado pakistaní. El país apunta a construir el parque de energía solar más grande del mundo, el Parque de energía solar Quaid-e-Azam (QASP) en el desierto de Cholistan, Punyab, para 2017 con una capacidad de 1 GW. Una planta de este tamaño sería suficiente para alimentar alrededor de 320,000 hogares.

## Proyectos

### Introducción de Energía Limpia por el Sistema de Generación de Energía Solar.
El 29 de mayo de 2012, Pakistán inauguró su primera planta de energía solar en la red en Islamabad. La introducción de Energía Limpia por el Sistema de Generación de Energía Solar es un proyecto de ayuda de subvención especial de la Agencia de Cooperación Internacional de Japón (JICA) bajo la Alianza Coolio Earth. Este proyecto incluye la instalación de dos 178   Sistemas fotovoltaicos (FV) de kW en las instalaciones de la Comisión de Planificación y el Consejo de Ingeniería de Pakistán . 
Este es el primer proyecto de energía solar fotovoltaica en la red que emplea medición neta, lo que permite a los beneficiarios vender el excedente de electricidad a la Compañía de Suministro de Electricidad de Islamabad (IESCO), la compañía de distribución de electricidad de la División de Islamabad . El proyecto se ejecutó con ayuda de subvenciones, por un valor de 480 millones de yenes (aproximadamente 553,63 millones de rupias paquistaníes) durante tres años a partir de 2010.

### Otros proyectos
Beaconhouse instaló el primer sistema de energía solar integrado de alta calidad con una capacidad de generación de potencia de10  kW capaz de conectarse a la red en Beaconhouse Canal Side Campus, Lahore. Fue un proyecto piloto para BSS diseñado por consultores de EE. UU., Basado en la viabilidad de la Agencia de Comercio y Desarrollo de EE. UU. (USTDA).
Se espera que se instalen de 50 a 100 MW de energía fotovoltaica en 2013, y al menos 300   MW en 2014. En mayo de 2015, 100.   MW de los 1.000 previstos.   MW fueron instalados en el Parque Solar Quaid-e-Azam .

## Irradiación solar anual
La irradiancia solar en Pakistán es de 5,3 kWh / m² / día. Pakistán estableció un objetivo para agregar aproximadamente 10 GW de capacidad renovable para 2030, además de reemplazar un 5% de diésel con biodiésel para 2015 y un 10% para 2025.

## Instalaciones fotovoltaicas
| Año  | Instalaciones en MW p | Instalaciones en MW p | Notas                                                  |
| Año  | Capacidad acumulativa | Capacidad añadida     | Notas                                                  |
| ---- | --------------------- | --------------------- | ------------------------------------------------------ |
| 2014 | 400                   |                       | Calculado a partir de 2015 datos de capacidad añadida. |
| 2015 | 1,000                 | 600                   | Datos preliminares.                                    |

## Política gubernamental
Raja Pervaiz Ashraf, exministro Federal de Agua y Energía, anunció el 2 de julio de 2009 que 7.000 aldeas serían electrificadas con energía solar para 2014. El asesor principal Sardar Zulfiqar Khosa dijo que el gobierno de Punjab iniciaría nuevos proyectos dirigidos a la producción de energía a través del carbón, la energía solar y la energía eólica; Esto generaría recursos adicionales.
El gobierno de Pakistán permitió al gobierno provincial de Sindh realizar una investigación de viabilidad. El gobierno planeó instalar una planta de desalinización alimentada por energía solar.